# Melanthium woodii
Melanthium woodii är en nysrotsväxtart som först beskrevs av J.W.Robbins och Alphonso Wood, och fick sitt nu gällande namn av Bodkin. Melanthium woodii ingår i släktet Melanthium och familjen nysrotsväxter. Inga underarter finns listade.